# Victor Putmans
Victor Jean Ghislain Putmans (Namur, 1914. május 29. – 1989. november 12.), belga válogatott labdarúgó.
A belga válogatott tagjaként részt vett az 1934-es világbajnokságon.

## Külső hivatkozások
- Victor Putmans – a FIFA adatbázisában